# К'ініч-Ят-Ак II
К'ініч-Ят-Ак II (11 квітня 750—808) — ахав Йокібського царства у 781—808 роках.

## Життєпис
Був сином Т'уль-Чііка, молодшого сина ахава Іцам-К'ан-Ака IV. Народився 750 року. При народженні отримав ім'я Ах-Хуун-Тот-Нак. Був сахалем містечка Ваяль.
У 780 році повалив свого стрийко Ха'-К'ін-Шоока. Церемонія інтронізації відбулася в день 9.17.10.9.4, 1 К'ан 7 Яшк'ін (4 червня 781 року). При цьому прийняв ім'я К'ініч-Ят-Ак II.
У день 9.17.11.6.1, 12 Іміш 19 Сіп (28 березня 782 року) К'ініч-Ят-Ак II висвятив будинок поховання Іцам-К'ан-Ака IV, тобто скоїв якийсь обряд в гробниці свого діда. Кініч-Йат-Ак II встановив у стіні піраміди О-13 чудову Панель 3, на якій описується урочиста церемонія, організована Іцам-К'ан-Аком IV з нагоди двадцятиріччя свого перебування при владі. До 783 року відбулася війна з Па'чанським царством, в якому К'ініч-Ят-Ак II зазнав поразки. У 783 році сприяв своєму стрийко Мо'-Чаак володарем царства Пе'туун.
Закінчення п'ятиріччя 9.17.15.0.0, 5 Ахав 3 Муваан (6 листопада 785 року) К'ініч-Ят-Ак II зазначив встановленням на платформі піраміди О-13 стели 15, яка ознаменувала перехід до нової майже цілком круглої скульптури, і присвятою палацової галереї Чахук-Наах, що позначається сьогодні як «Будівля J-6», в якій було встановлено Трон 1. Трон розташовувався в спеціальній ніші, на його ніжках і сидіння був витончено вирізаний текст, а його спинка мала форму маски з зображеннями двох персонажів, які вважаються за батьків ахава.
Втім наприкінці 780-х років К'ініч-Ят-Ак II розпочав боротьбу за контроль над Середньою Усумасінтою. У 787 році Кініч-Ят-Ак II здобув перемогу над царствами Вабе' (Санта-Елена) і Пакбуль (Помона). У день 9.17.16.14.19, 1 Каваку 12 Сак (27 серпня 787 року) К'ініч-Ят-Ак II захопив у полон Те'-Ніб'-Куха, військовика ахава Вабе' —К'ак'-…-Муваана. В день 9.18.1.8.18, 3 Ец'наб 6 Соц' (1 квітня 792 року) Мо'-Чаак, ахав Пе'тууна, обезголовив 13 бранців, захоплених під час війни з царством Пакбуль. Через кілька днів в 9.18.1.9.2, 7 Ік' 10 Соц' (5 квітня 792 року) К'ініч-Йат-Ак II здобув перемогу над Пакбулєм і «порахував» захоплених бранців — сахалів Ч'еєн-Сууц' з …чіха, Сак-Сууц' з К'інлакамте', Ах-К'есєм-Тоок' з Саккаба та К'ан-Б'олон з К'ана. Їх не було страчено, натомість вони визнали зверхність К'ініч-Ят-Ака II.
У 794 році підкорені сахалі царства Пакбуль повстали. Тому К'ініч-Ят-Ак II знову виступив проти заколотників і в день 9.18.3.5.19, 1 Кавак 2 Вайєб (22 січня 794 року) завдав ворогам рішучої поразки. В день 9.18.3.15.4, 4 К'ан 2 Яш (26 липня 794 року) К'ініч-Ят-Аком II було поставлено нового царя Пакбуля.
У 796—799 роках не зумів запобігти встановленням Іцамнаах-Б'аламомIV, ахавом Па'чаном, над васалами К'ініч-Ят-Ак II — царствами Наман та Хіш-Віц. У 808 році розпочалося нове протистояння з Па'чанським царством. У квітні 808 року війська К'ініч-Ят-Ака II зазнали поразки, в результаті чого він потрапив у полон. 13 квітня 808 року як бранець був присутній під час розкидання па'чанського ахава К'ініч-Татб'у-Холь IV. Висловлюється думка, що його тоді було принесено в жертву.